# Etiopiens ambassad i Stockholm
Etiopiens ambassad i Stockholm är Etiopiens beskickning i Sverige. Ambassaden ligger på Birger Jarlsgatan 39 i Stockholm. Den leds sedan 2022 av ambassadör Mehreteab Mulugeta.